# چشم‌خزندگان
چشم‌خزندگان (نام علمی: Ophthalmosauridae) نام یک تیره از راسته ماهی‌خزنده‌سانان است.